# Веле Сракане (Малий Лошинь)
44°34′ пн. ш. 14°19′ сх. д. / 44.57° пн. ш. 14.31° сх. д.
Веле Сракане (хорв. Vele Srakane) — населений пункт у Хорватії, у Приморсько-Горанській жупанії у складі міста Малий Лошинь.

## Населення
Населення за даними перепису 2011 року становило 3 осіб.
Динаміка чисельності населення поселення:

## Клімат
Середня річна температура становить 15,47 °C, середня максимальна – 25,90 °C, а середня мінімальна – 4,35 °C. Середня річна кількість опадів – 855 мм.
| Клімат поселення                              | Клімат поселення | Клімат поселення | Клімат поселення | Клімат поселення | Клімат поселення | Клімат поселення | Клімат поселення | Клімат поселення | Клімат поселення | Клімат поселення | Клімат поселення | Клімат поселення | Клімат поселення |
| Показник                                      | Січ.             | Лют.             | Бер.             | Квіт.            | Трав.            | Черв.            | Лип.             | Серп.            | Вер.             | Жовт.            | Лист.            | Груд.            |                  |
| Середній максимум, °C                         | 11,50            | 11,35            | 13,85            | 16,50            | 20,85            | 25,35            | 25,70            | 25,90            | 21,75            | 18,20            | 14,40            | 11,15            |                  |
| Середня температура, °C                       | 8,00             | 7,85             | 10,30            | 12,95            | 17,35            | 21,80            | 24,10            | 24,30            | 20,15            | 16,55            | 12,75            | 9,50             |                  |
| Середній мінімум, °C                          | 4,45             | 4,35             | 6,80             | 9,50             | 13,85            | 18,35            | 22,45            | 22,65            | 18,50            | 14,95            | 11,10            | 7,90             |                  |
| Норма опадів, мм                              | 74               | 60               | 58               | 62               | 56               | 59               | 34               | 58               | 90               | 106              | 111              | 87               |                  |
| Середньомісячна швидкість вітру, м/с          | 3.00             | 3.20             | 3.30             | 3.10             | 2.80             | 2.60             | 2.60             | 2.60             | 2.70             | 2.90             | 3.40             | 3.20             |                  |
| Середньомісячна сонячна радіація, кДж/м²·день | 4661             | 7476             | 11143            | 15887            | 20474            | 22380            | 23880            | 20567            | 15009            | 9635             | 5170             | 3975             |                  |
| --------------------------------------------- | ---------------- | ---------------- | ---------------- | ---------------- | ---------------- | ---------------- | ---------------- | ---------------- | ---------------- | ---------------- | ---------------- | ---------------- | ---------------- |
| Джерело:                                      |                  |                  |                  |                  |                  |                  |                  |                  |                  |                  |                  |                  |                  |